# Cryptantha intermedia
Cryptantha intermedia là loài thực vật có hoa trong họ Mồ hôi. Loài này được (A.Gray) Greene mô tả khoa học đầu tiên năm 1887.